# Гавронский, Станислав Викторович
Станисла́в Ви́кторович Гавро́нский (1860—1942) — член Государственного совета Российской империи, юрист, помещик.

## Происхождение и семья
Станислав Гавронский родился в имении в Сувалкской губернии в польской католической дворянской помещичьей семье, принадлежавшей к роду Гавронские герба Роля. Его отец — Виктор Гавронский (пол. Wiktor Gawroński; род. 1820). Мать — Юзефа (в девичестве — Годлевская) (пол. Józefa (Godlewska); 1830—15.6.1866), принадлежала к роду Годлевские герба Гоздава. У Станислава была сестра: Юзефина (пол. Józefina; род. 1860-1879). Станислав Гавронский — землевладелец, ему принадлежало 4008 десятин в Сувалкской губернии; имение Фреда, он имел винокуренный завод в Сувалкской губернии.
18 апреля 1891 года Станислав Гавронский женился. Жена — Хелена (в девичестве — Любомирская) (пол. Helena (Lubomirska); 1870-1950), принадлежала к роду Любомирские герба Дружина. Их сын: Ян Гавронский (пол. Jan Gawroński; 1892-1983), польский писатель и дипломат; его жена Лучана Фрассати (пол. Luciana Frassati; 1902-2007), итальянская писательница, деятель антифашистского движения, сестра Пьера Джорджо Фрассати.
Внук Станислава и сын Яна: Джаз (Яс) Гавронский (итал. Jas Gawronski; род. 1936), итальянский журналист, политик и бывший член Европейского парламента.

## Биография
Окончил Варшавскую гимназию. Окончил юридический факультет Университета Прованса. Слушал лекции на агрономическом и экономическом факультетах университета в Галле. Возвратился в Российскую империю, поселился в своём имении и занялся сельским хозяйством. На государственной службе не состоял. Был членом главной дирекции земского кредитного общества в Варшаве. Был вице-председателем Сувалкского сельскохозяйственного общества. Был членом совета Ковенского сельскохозяйственного общества, где занимался разработкой вопроса по учреждению эмеритальных касс и страхования сельскохозяйственных рабочих. Занимался изучением школьного дела в Царстве Польском и представил Министерству народного просвещения ряд проектов по этому вопросу. Был председателем Правления Сувалкского сельскохозяйственного общества. Был членом Польской национал-демократической партии. Уделял много времени занятиям по политэкономия и статистике, собирал сведения о крестьянском быте в Царстве Польском и в Сувалкской губернии в частности. 4 мая 1906 года был избран членом Государственного совета Российской империи от землевладельцев губерний Царства Польского. Входил в Польское коло. 4 октября 1907 года сложил с себя звание члена Государственного совета «по независящим обстоятельствам». Умер в Варшаве в 1942 году, похоронен на кладбище Старые Повонзки.